# Суза, Шарлотта
Шарлотта Суза, нем. Charlotte Susa, урождённая Вегмюллер (нем. Wegmüller; 1 марта 1898, Мемель — 28 июля 1976, Базель, Швейцария) — немецкая актриса.

## Биография
Родилась в имении Гаусен под Мемелем, Восточная Пруссия, после обучения в Тильзите, брала уроки пения в Мангейме. Первый раз вышла на сцену в 1915 году в Тильзите при исполнении моцартовской «Волшебной флейты». В качестве сценического псевдонима взяла девичью фамилию матери Ольги, имевшей итальянские корни и начала успешную карьеру как певица и актриса в разных немецких оперных театрах в Бранденбурге, Эссене, Дюссельдорфе, Гамбурге, Кёльне, а потом и в Берлине.
Как киноактриса Суза дебютировала в 1926 году в фильме «Принц и танцовщица» и сразу получила популярность благодаря роли роковой женщины. Далее она играла изысканных, утонченных леди, несколько раз выступала в качестве агента или преступницы. В 1932 году она подписала контракт с MGM и переехала в Соединённые Штаты, чтобы начать там международную карьеру. Её приезд был связан с высокими ожиданиями. В ней видели потенциальную преемницу Греты Гарбо. Известная журналистка Элизабет Йеман писала в своей авторской колонке от 15 августа 1932 года:

Лилиан Харви, Генри Гара, Анна Стен и теперь Шарлотта Суза составляют квартет больших иностранных талантов, который скоро можно будет увидеть в голливудских фильмах. (…) Мисс Суза прибыла в Нью-Йорк и вскоре достигнет с MGM новых высот. Она родилась в Литве в немецкой семье и приобрела большую известность в Германии. Она впервые вышла на сцену в качестве певицы, затем стала успешной драматической актрисой, а три года назад она стала появляться на киноэкранах. Кто знает, может быть, она актриса, которая займет место Греты Гарбо, при условии, что Гарбо никогда не возвратится.
Однако, Суза не сумела добиться громкого успеха в Голливуде и вернулась в Германию, а в 1934 году был отменён и её договор с MGM. Её последняя роль в кино была незначительной, в 1941 году она снялась в комедии «Газовщик» вместе с Хайнцем Рюманом и Анни Ондра. После этого она вернулась на театральную сцену.
Суза была замужем за Павлом Каблином, Фрицем Малковским, а после 1939 года за актёром Эндрюсом Энгельманом. Умерла в Базеле, Швейцария в возрасте 78 лет.

## Фильмография
- 1941 — Газовщик (Der Gasmann) — прекрасная свидетельница
- 1939 — Eine Frau wie Du — Lyda Lehmann
- 1939 — Wasser für Canitoga — Lilly
- 1938 — Das große Abenteuer — Maria Larsen
- 1936 — Das Erbe von Pretoria — Agnes Fredersen
- 1935 — Палач, женщины и солдаты (Henker, Frauen und Soldaten) — Вера Ивановна
- 1935 — Sie und die Drei — Lisa, seine Tochter
- 1934 — Abenteuer im Südexpress — Lisa von Hellwitz, eine junge Witwe
- 1932 — Unter falscher Flagge — Maria Horn
- 1931 — Ehe mit beschränkter Haftung — Irene Kaiser
- 1931 — Die Pranke — Renate
- 1931 — Ausflug ins Leben — Thea von Diemen, Romanschriftstellerin
- 1931 — D-Zug 13 hat Verspätung — Dorit
- 1931 — Das gelbe Haus des King-Fu — Anita
- 1931 — Walzerparadies — Lona Mertens, Sängerin an der Wiener Staatsoper
- 1930 — Zwei Menschen — Judith Platter
- 1930 — Zapfenstreich am Rhein — Daisy Corinna, Sängerin
- 1930 — Der Greifer — Dolly Mooreland, (German Version)
- 1930 — Тигр (Der Tiger) — Die Dame im Abendkleid
- 1929 — Sünde und Moral
- 1929 — Отец и сын (Vater und Sohn) — Nanon
- 1929 — Эротикон (Erotikon) — Гильда
- 1928 — Du sollst nicht stehlen — Lilly
- 1928 — Die Pflicht zu schweigen — Eva Devin, seine Geliebte
- 1927 — Zwei unterm Himmelszelt — Baron Siewers Frau
- 1927 — Das war in Heidelberg in blauer Sommernacht — Grete
- 1926 — Der Liebe Lust und Leid
- 1926 — Der Prinz und die Tänzerin